# Matej Černič
Matej Černič est un joueur italien de volley-ball né le 13 septembre 1978 à Gorizia. Il mesure 1,94 m et joue réceptionneur-attaquant. Il totalise 172 sélections avec l'équipe nationale d'Italie.

## Biographie
C'est un Slovène d'Italie.
Il est fait officier de l'Ordre du Mérite de la République italienne en 2004.

## Clubs
| Club                     | Pays   | De        | À         |
| ------------------------ | ------ | --------- | --------- |
| Jeans Hatù Bologne       | Italie | 1997-1998 | 1997-1998 |
| Yahoo! Volley Ferrare    | Italie | 1998-1999 | 2001-2002 |
| Daytona Modène           | Italie | 2002-2003 | 2004-2005 |
| Iraklis Salonique        | Grèce  | 2005-2006 | 2005-2006 |
| Fakel Novy Urengoi       | Russie | 2006-2007 | 2006-2007 |
| Dynamo Moscou            | Russie | 2007-2008 | 2007-2008 |
| Stamplast Martina Franca | Italie | 2008-2009 | 2008-2009 |
| RPA Pérouse              | Italie | 2009-2010 | …         |

## Palmarès
- Jeux olympiques
  - Finaliste : 2004
- Ligue mondiale (2)
  - Vainqueur : 2001, 2004
- Coupe du monde (1)
  - Vainqueur : 2003
- Championnat d'Europe (2)
  - Vainqueur : 2003, 2005
- Coupe de Grèce (1)
  - Vainqueur : 2006
- Supercoupe de Grèce (1)
  - Vainqueur : 2005